# アヴェンジャー級航空母艦
| アヴェンジャー級護衛空母 | アヴェンジャー級護衛空母                                                                              |
| ------------------------ | --- |
| 竣工当時の「ダッシャー」 | |
| 艦級概観                 | |
| 艦種                     | 護衛空母                                                                                              |
| 艦名                     | |
| 前級                     | アーチャー                                                                                            |
| 次級                     | ボーグ級                                                                                              |
| 性能諸元                 | |
| 排水量                   | 基準：10,366トン 満載：15,120トン                                                                     |
| 全長                     | 151.25m                                                                                               |
| 水線長                   | 150.0m                                                                                                |
| 全幅                     | 水線幅：21.2 m 艦幅：23.7m                                                                            |
| 吃水                     | 基準：6.7m 満載：7.67m                                                                                |
| 飛行甲板                 | 縦：120m（1942年：134.7m） 横：21.3m                                                                  |
| 機関                     | ドッグスフォード式6気筒ディーゼル機関4基1軸推進                                                       |
| 最大出力                 | 8,500hp                                                                                               |
| 最大速力                 | 16.5ノット（31 km/h）                                                                                 |
| 航続距離                 | -ノット/-海里                                                                                         |
| 燃料                     | 重油：1,362トン 航空機用燃料：164トン                                                                 |
| 乗員                     | 555名                                                                                                 |
| 兵装                     | Marks 9 10.2cm（50口径）単装速射砲3基 エリコン 20mm（76口径）単装機銃15基 12.7mm（90口径）単装機銃6基 |
| 航空兵装                 | 搭載機：15機 エレベーター：1基 カタパルト：1基                                                        |

アヴェンジャー級護衛空母（アヴェンジャーきゅうごえいくうぼ、Avenger class aircraft carriers）別名チャージャー級護衛空母（チャージャーきゅうごえいくうぼ、Charger class aircraft carriers）は、第二次世界大戦時にアメリカ海軍によりC3商船の改造により製造された航空母艦である。

## 概要
本級は第二次世界大戦中にアメリカ海軍から貸与された護衛空母の第一グループであった。アメリカのドックで「リオ・ハドソン（アヴェンジャー）」、「リオ・パラナ（バイター）」、「リオ・デ・ラ・プラタ（チャージャー）」、「リオ・デ・ジャネイロ（ダッシャー）」の4隻の貨物船が完成前に護衛空母へと改造された。

## 艦形

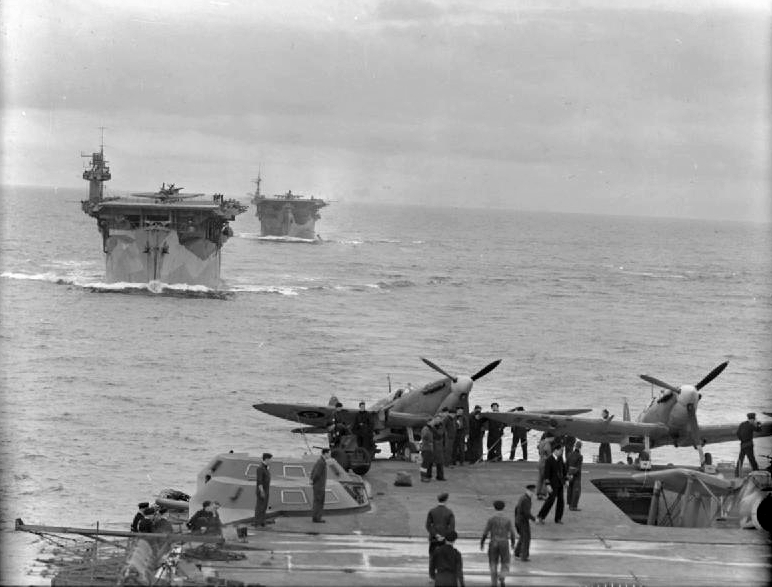
イラストリアス級航空母艦「ヴィクトリアス」から撮られた本級。右舷側に艦橋を持つのが「バイター（前側）」で、マストのみが「アヴェンジャー（後側）」。

本級は前述の通り、途中から航空母艦として改装されたクラスであるが、改装時期により艦形が異なり、「アヴェンジャー」と「チャージャー」は平甲板型であったが、「バイター」と「ダッシャー」は右舷側に艦橋を設置しており異なっていた。4隻の空母はイギリス海軍に渡されたが、チャージャーは早い時期にアメリカ海軍に返還された。改造の方法は貨物船としての完成後に改造されたアーチャーと類似し、船体上に真四角形の飛行甲板を張り、飛行甲板と船体の間に高さ4.88mの格納庫（ハンガー）を設けており艦尾側の側面は密閉された。

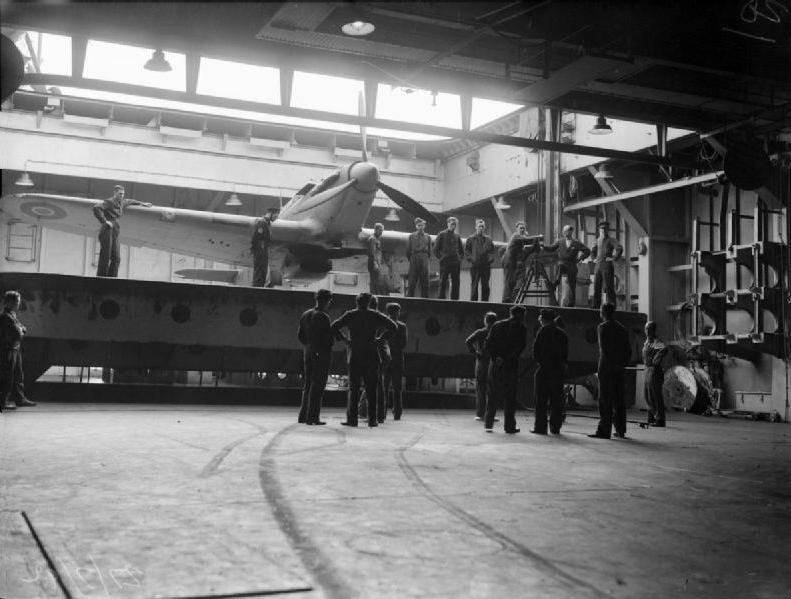
1942年に撮られた「アヴェンジャー」艦内の格納庫。シー・ハリケーンを運用中である。

艦体の全長151mに対して飛行甲板長は125m、艦幅21.2mからオーバーハングするように甲板幅は23.2mに達した。元々が低速な商船であったが、飛行甲板上のカタパルト1条により艦載機を射出する事が可能であった。しかし、引き渡し後にイギリス海軍の艦載機の問題により、飛行甲板の長さを134.7mまで延ばす改良が実施されて就役時期が伸びた。飛行甲板の中央部には格納庫から艦載機を運用するための縦12.8m×10.4mの5.4トンエレベーター1基が設置されていた。

## 兵装

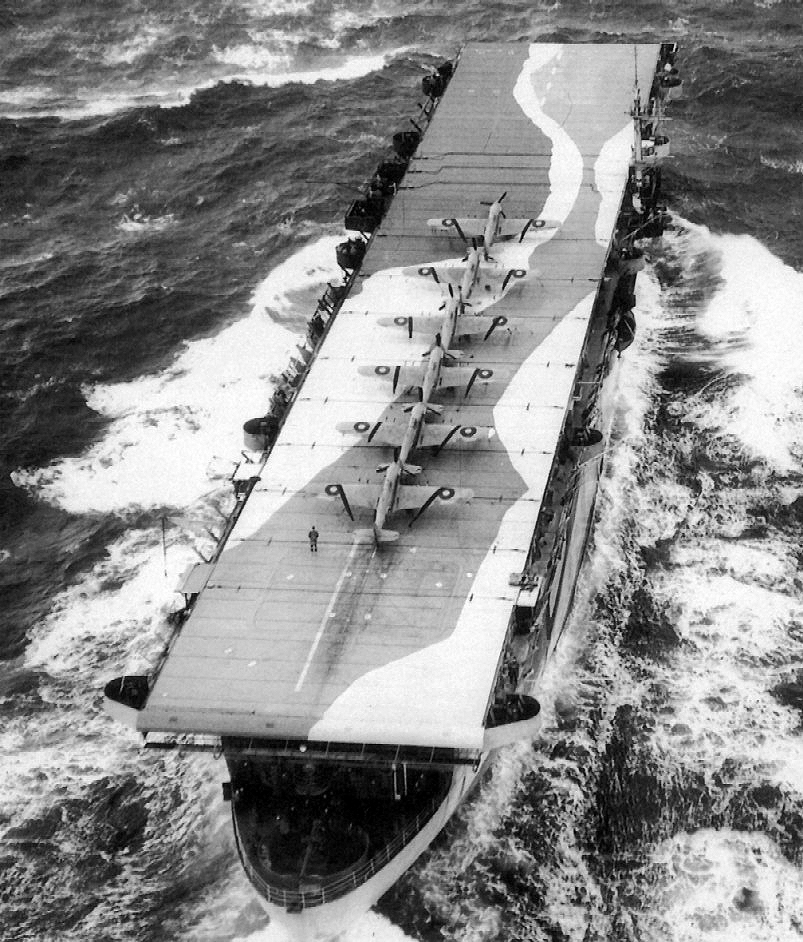
トーチ作戦の支援時の1942年10月16日に「アヴェンジャー」でシー・ハリケーン6機を甲板上に固縛している。アメリカ式の護衛空母は飛行甲板のスペースを阻害しないように張り出しを設けて対空火器を分散配置しているのが特色である。

元々が民間の商船であったために武装は船体上の空きスペースに分散配置するしかなく、対艦用に「Marks 9 10.2cm（50口径）速射砲」を張り出し（スポンソン）を設けて艦首甲板上に並列で2基、艦尾に1基の計3基を配置した。その性能は14.97kgの砲弾を仰角20度で14,560mまで届かせる射程を得ていた。この砲を単装砲架で3基を搭載した。砲架の俯仰能力は仰角20度・俯角15度である。旋回角度は300度の旋回角度を持つ。発射速度はカタログデーターは毎分8～9発であった。
他に近接用に甲板の脇に「エリコン 20mm（76口径）単装機銃」を単装砲架で15基と12.7mm（90口径）機銃を単装砲架で6基配置した。これらの火器を搭載するために79型および271型レーダーを搭載した。
就役後の1943年までに10.2cm速射砲はイギリス海軍式の「アームストロング Marks V 10.2cm（45口径）高角砲」に換装された。その性能は14.6kgの砲弾を仰角44度で15,020m、最大仰角80度で9,450mの高度まで到達させることができた。これを単装砲架で3基を搭載した。砲架は340度の旋回角度があったが実際は上部構造物により射界に制限があった。砲身の俯仰は仰角80度・俯角10度で発射速度は毎分15～20発だった。

## 機関
本艦の機関構成はドッグスフォード式2サイクル過給6気筒ディーゼル機関（4,250馬力）2基を電磁式クラッチと1段減速ギアで接続して1軸推進で8,500馬力を発揮し、速力16.5ノットを発揮した。

## 艦歴

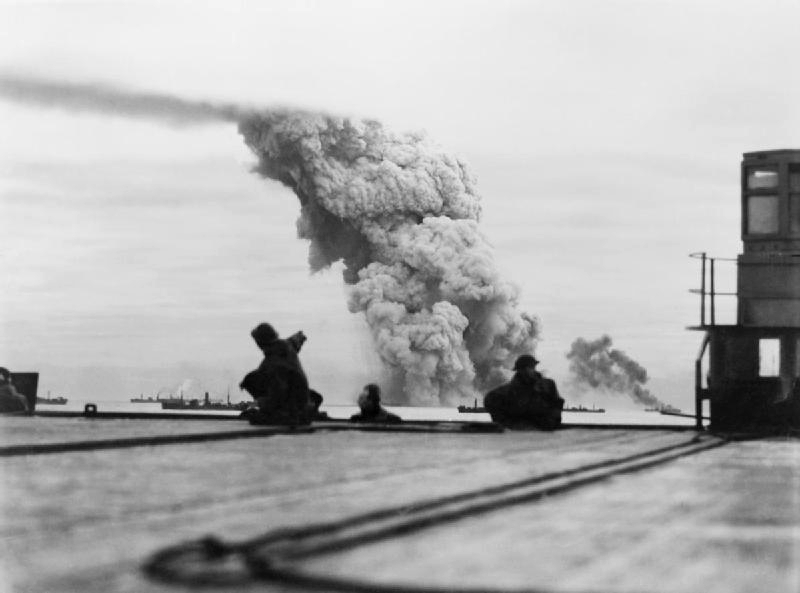
爆炎を噴き上げて爆沈した「アヴェンジャー」。

イギリス海軍に残った3隻のうちアヴェンジャーは1942年11月15日に連合軍による北アフリカ上陸作戦支援中にドイツ海軍Uボート「U155」の雷撃を受けて爆弾庫が誘爆して爆沈。ダッシャーは船団護衛中に機関故障を起こし、修理中に爆発沈没を起こした。バイターは機関がイギリス海軍では修理不能となったため、自由フランス海軍に移管された後、同海軍の努力により機関が復調して船団護衛任務や航空機輸送任務に従事し、1966年アメリカ海軍に返還された。

## 参考図書
- 「世界の艦船 増刊第71集　イギリス航空母艦史」（海人社）